# Арлуно
Арлу̀но (на италиански: Arluno, на западноломбардски: Arlùn, Арлун) е град и община в Северна Италия, провинция Милано, регион Ломбардия. Разположен е на 156 m надморска височина. Населението на общината е 11 640 души (към 2012 г.).